# Белазао
Белазао (на малгашки: Belazao) е община (каоминина) в Мадагаскар, провинция Антанариву, регион Вакинанкарача, окръг Анцирабе II.
Населението на общината през 2001 година е 11 254 души.